# Tilfældighedsgenerator
En tilfældighedsgenerator er en algoritme eller fysisk enhed, som er designet til at generere en sekvens af tal, som kan anvendes som en tilfældig eller tilsyneladende tilfældig sekvens. Der har været metoder til at generere tilfældige resultater i tusindvis af år i form af terningkast eller møntkast, blandede spillekort og lignende. En normal test for tilfældigheden i sådanne sekvenser er at forsøge at sikre sig at sekvensen ikke har noget mønster.
En algoritme vil, givet det samme udgangspunkt, altid give den samme pseudotilfældige sekvens af tal. Ægte tilfældighed til brug på en computer kan laves med specielle kredsløb baseret på en fysisk tilfældig proces som termisk støj eller radioaktivt henfald.
De mange anvendelsesmuligheder for tilfældighed har ført til mange forskellige metoder til at generere tilfældige data. Disse metoder varierer i hvor uforudsigelige eller statistisk tilfældige de er og hvor hurtigt de kan generere tallene.
| Programmering | Spire Denne artikel om datalogi eller et datalogi-relateret emne er en spire som bør udbygges. Du er velkommen til at hjælpe Wikipedia ved at udvide den. |